# Pluneret
Pluneret (tiếng Breton: Plunered) là một xã ở tỉnh Morbihan trong vùng Bretagne tây bắc Pháp. Xã này có diện tích 26,2 km², dân số năm 1999 là 3714 người. Khu vực này có độ cao từ 0-59 mét trên mực nước biển.
Cư dân của Pluneret danh xưng trong tiếng Pháp là Pluneretains.

## Tiếng Bretagne
Xã này đã phát động một kế hoạch song ngữ thông qua Ya d’ar brezhoneg ngày July the 13th of 2006.
Năm 2007, có 10% trẻ em học trường song ngữ ở cấp tiểu học.